# Francesc Valls-Calçada
Francesc Valls-Calçada (o Francesc Valls-Calzada) és un periodista i escriptor nascut a Santa Coloma de Queralt l'any 1956.
Va començar a escriure en els anys setanta i a publicar, narrativa, els anys vuitanta. Com a periodista ha treballat en premsa escrita. Va ser el primer columnista en català del Diario Espanyol, que després seria Diari de Tarragona fent un article diari de contraportada durant gairebé dos anys. Ha col·laborat en les següents revistes i diaris: La Segarra, Nou Diari, Catalunya Sud, Set Dies (El Observador), El Punt, El Temps, Tzara, TGN, Tarragona Municipal, Públics, Entitats.
Ha fet televisió : Tàrraco visió - Televisió de Tarragona (presentant el tele-notícies durant dos anys. Col·laborador del programa de TV Temps de Cuina, produït per Canal Camp. Col·laborador del programa de TV Actualitat Viva, produït per Deltamedia a Canal 50 de Sabadell, emès a la xarxa de TV locals amb unes 60 emissores (Consorci Local de Comunicació).
Ha estat director d'una emissora de ràdio (Tarragona Radio) i gerent d'una empresa de comunicació. Va dirigir els Premis literaris de la Ciutat de Tarragona entre el 1996 i el 2001. D'alguns dels seus poemes se n'han fet vídeolits (creació literària audiovisual) o han estat musicats.
Entre altres premis, ha obtingut el 20è Premi de Poesia Comas i Maduell de la ciutat de Tarragona.

## Obra
- Estic morta, saps ? Novel·la. Editorial La Rambla, a quatre mans amb Carles Pastrana, amb pròleg de Maria Aurèlia Capmany. 1983
- Els conillets Afamats Novel·la Editorial El Llamp 1987
- Tot és lleuger Poesia Silva Editors 2003. Amb il·lustracions de Pere Joan Salas.
- Nissaga dels Ningú Poesia amb Arola Editors, 2004. Pròleg Olga Xirinacs. D'aquest últim, el realitzador Josep M Pagès n'ha fet una pel·lícula amb veu de Susan Buzzi.
- Com qui cus la gavardina de la Mort. Silva editors, 2004. Amb il·lustracions de Pere Español.
- L'aigua parlava Novel·la Arola Editors 2006
- Shalom Tarragona Assaig periodístic sobre el passat jueu a Catalunya i a Tarragona. Edició català i hebreu. Arola Editors. 2007
- Lluna Blava Poemari+CD amb il·lustracions de Richard White i música de Xavier Pié. Arola Editors (2009)
- Àlbum d'oblits (O la filera que ens mena vers el cingle) Poesia. Cossetania Edicions (2010)[2]
- El domador de puces Narrativa. Arola Editors (2011)
- La Pell de Déu Narrativa. Arola Editors (2013)[3][4]
- Cent dòlars i una cabra - Novel·la. Arola Editors. (2015)
- Un regal per al Führer - Novel·la. Arola Editors. (2017)
- Els Laberints del dolor - Poesia, editorial Neopàtria (2018), amb pintures de Freya Day i fotos d'Albert Saludes.

Ha publicat narracions en nombrosos llibres col·lectius : Epsilon, 10 Narradors (Ed. El Mèdol), El país dels Calçots (Ed. Folch-Genius & Co.) Anys i anys (Ed. El Mèdol), La ciutat pels carrers. 27 mirades sobre Tarragona (llibreria La Capona), Salou pretext (Ed. Meteora).
Autor de la lletra de l'himne Keressus, musicat per M. Valentí Miserachs director del Pontifici Institut de Música Sacra de Roma. Interpretada per l'Orfeó de Santa Coloma de Queralt